# Folar

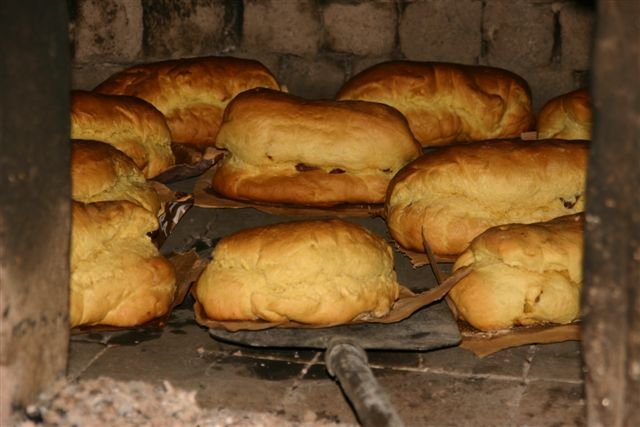
Folares tradicionais de Chaves

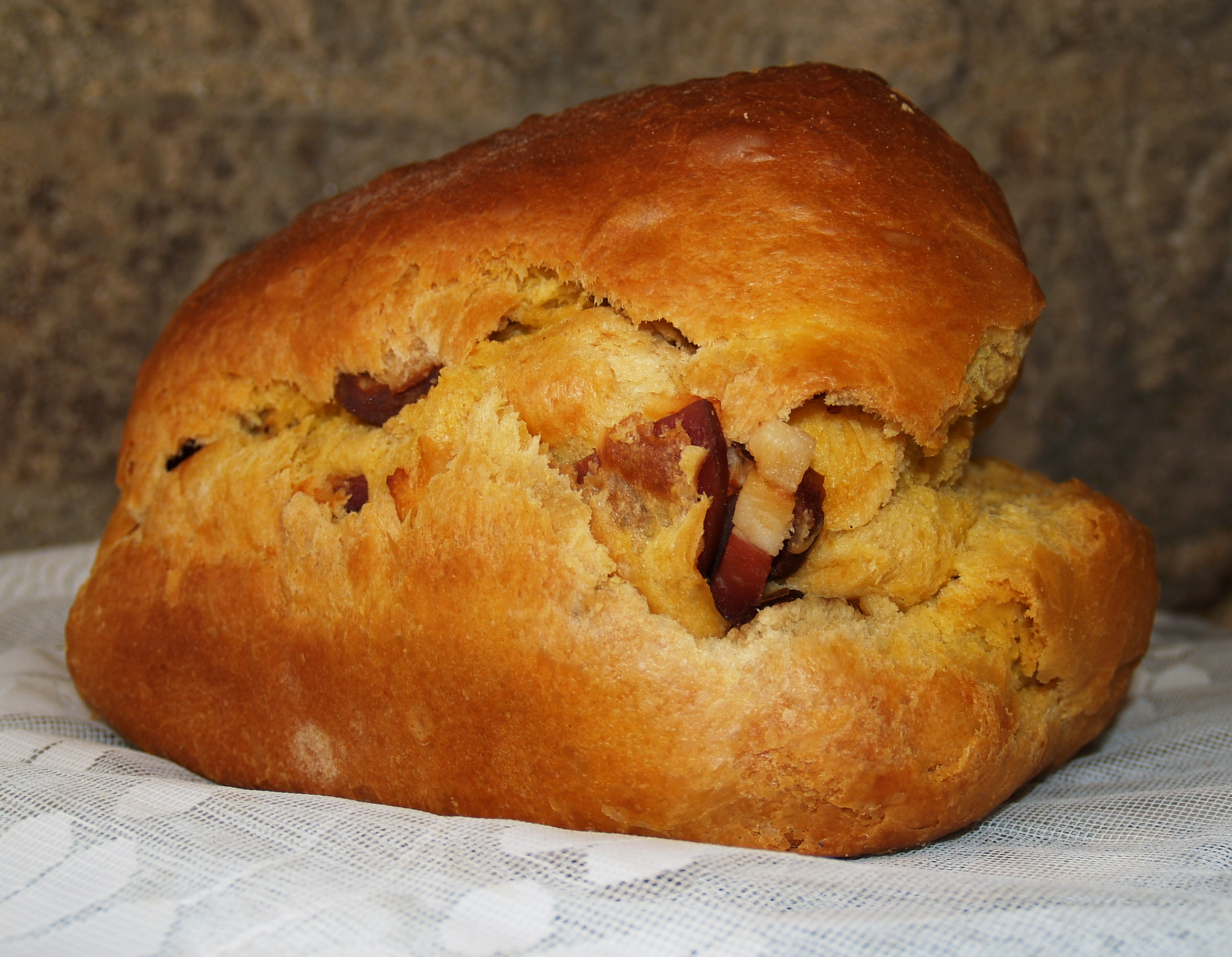
Folar de Chaves

O folar é tradicionalmente o pão da Páscoa em Portugal, confecionado na base da água, sal, ovos e farinha de trigo. A forma, o conteúdo e a confecção varia conforme a região.

## Folar de Valpaços
No nordeste da região de Trás-os-Montes, em Valpaços, o folar de Valpaços é confeccionado à base de massa de pão, lêveda e fofa, recheado com carne de porco, presunto, salpicão, linguiça, entre outros ingredientes. Na sua confecção, são ainda usados ovos, banha e azeite também sabemos que o folar está ligado à amizade e à reconciliação.
Outras referências ao folar de Chaves em «Momentos Carbela» no separador "Produtos Regionais".